# Dudu
Dudu ist der Name eines gelben Volkswagens Typ 1 (Käfer), der in einer deutschen Kinofilmreihe, die zwischen 1971 und 1978 unter der Regie von Rudolf Zehetgruber entstanden ist, eine bedeutende Rolle spielt.

## Filme
- Ein Käfer geht aufs Ganze (1971)
- Ein Käfer gibt Vollgas (1972)
- Ein Käfer auf Extratour (1973)
- Das verrückteste Auto der Welt (1975)
- Zwei tolle Käfer räumen auf (1978)

## Hintergrund
Dudu ist der Name eines gelben VW Käfers, der quasi „Hauptdarsteller“ der Kinofilmreihe ist. Der Name Dudu bedeutet auf Swahili Insekt oder Käfer. In den Filmen kommen jeweils mehrere Käfer aus unterschiedlichen Baureihen und Baujahren zum Einsatz. 
Während Dudu im ersten Film afrikanische Kennzeichen (TAE 534 und TDC 296) trägt, trägt er im zweiten Film ein Münchner (M-EX 300) Kennzeichen. Ab dem dritten Film trägt das Fahrzeug dann erst passend zum Namen das Duisburger Kfz-Kennzeichen (DU-DU 926). 

Der erste Film der Reihe folgte drei Jahre nach der Veröffentlichung des Disney-Films Ein toller Käfer (1968). Rudolf Zehetgruber äußerte sich 1972 in einem Interview zu dem naheliegenden Schluss, der darin dargestellte Volkswagen Käfer mit dem Namen Herbie wäre ein Vorbild für Dudu gewesen.
"Ich begann also mit den Vorbereitungen zu dem Film ‚Ein Käfer geht aufs Ganze‘. Während dieser Zeit kam der Disney-Käfer-Film, von dessen Existenz ich übrigens vorher nichts wußte, in die Kinos und bewies mir durch seinen Riesenerfolg, daß ich mit meiner Idee richtig lag. Auch mein Film wurde dann tatsächlich ein großartiger Geschäftserfolg."
Dennoch spielte Zehetgruber mit dem Erfolg Herbies. Im ersten Teil erscheint Herbie im schrottreifen Zustand unter dem Hinweis der betuchten Käuferin, sie habe für ihren Sohn ein echtes Requisit aus Hollywood ganz billig gekauft. 
Der Unterschied zwischen Dudu und Herbie ist, dass Herbie eher menschliche Züge aufweist, während Dudu eher als Computer-Auto mit Elementen künstlicher Intelligenz dargestellt wird. Dudu verfügt über unzählige Gadgets und Fertigkeiten. In den beiden ersten Filmen der Reihe hat er teilweise auch gesprochen. Im ersten Film ist Dudu von dem souveränen Hi-Tech-Gefährt jedoch noch weit entfernt: Der Ur-Dudu – ein Modell aus den 1950er- bzw. 1960er-Jahren im Look des ADAC – wird daher manchmal trickfilmtechnisch mit Augen versehen, kann Wörter nachsprechen und sogar weinen. In den nachfolgenden Filmen bekam Dudu dann immer mehr Fähigkeiten, wie zum Beispiel zu schwimmen, seitwärts zu fahren, mit mitgeführten Anbauteilen als Hubschrauber zu fungieren oder ohne Benzin mit einem aufziehbaren Motor zu fahren.
Die Idee eines computergesteuerten Superautos soll den US-Produzenten Glen A. Larson in den 1980er-Jahren zu der Fernsehserie Knight Rider inspiriert haben, die schließlich zwischen 1982 und 1986 produziert wurde.